# Héctor Gómez
Héctor David Gómez Eliett (* 27. Juni 2005) ist ein venezolanischer Leichtathlet, der sich auf den Mittelstreckenlauf spezialisiert hat.

## Sportliche Laufbahn
Erste Erfahrungen bei internationalen Meisterschaften sammelte Héctor Gómez im Jahr 2022, als er bei den Jugendsüdamerikaspielen in Rosario in 6:04,96 min die Goldmedaille über 2000 m Hindernis gewann. Anschließend gewann er bei den U18-Südamerikameisterschaften in São Paulo in 3:56,56 min die Bronzemedaille im 1500-Meter-Lauf und belegte in 6:06,76 min den vierten Platz über 2000 m Hindernis. Im Jahr darauf gelangte er bei den U20-Südamerikameisterschaften in Bogotá mit 4:19,57 min auf den neunten Platz über 1500 Meter und belegte mit der venezolanischen 4-mal-400-Meter-Staffel in 3:27,60 min den sechsten Platz. Zudem wurde er in 1:53,35 min Fünfter im 800-Meter-Lauf. 2024 belegte er bei den U23-Südamerikameisterschaften in Bucaramanga in 1:51,85 min den siebten Platz über 800 Meter.
2024 wurde Gómez venezolanischer Meister in der 4-mal-400-Meter-Staffel.

## Persönliche Bestzeiten
- 800 Meter: 1:51,85 min, 29. September 2024 in Bucaramanga
- 1500 Meter: 3:53,86 min, 30. März 2023 in Caracas
- 2000 m Hindernis: 6:04,96 min, 7. Mai 2022 in Rosario
- 3000 m Hindernis: 9:34,29 min, 16. September 2023 in Caracas